# Río Urquiola
El río Urquiola es un curso de agua del norte de la península ibérica, afluente del río Zadorra. Aunque nace en la provincia de Vizcaya, discurre en su mayor parte por la de Álava.

## Curso
Nace de dos fuentes que brotan en los montes que le dan nombre, en la provincia de Vizcaya, pero se adentra pronto en la de Álava. Baña la localidad de Villarreal, en cuyas inmediaciones recoge las aguas del río Bostibaieta. Se le une luego al Santa Engracia y desembocan juntos en el Zadorra cerca de Mendívil.
Aparece descrito en el decimoquinto volumen del Diccionario geográfico-estadístico-histórico de España y sus posesiones de Ultramar de Pascual Madoz con las siguientes palabras:

URQUIOLA: r. que tiene su origen de dos fuentes en los montes de su nombre, terr. de Vizcaya pero al poco espacio de haber comenzado su curso, entra en la prov. de Alava, part. jud. de Vitoria y térm. del ayunt. de Villarreal: continúa de N. á S. dejando esta v. á la der., para recibir en su cauce al r. Bostibayeta (V.) á 1/4 de leg. de la pobl.: júntase luego con el de Santa Engracia (V.) y todos reunidos entran en el Zadorra junto 
á Mendivil. Antes de juntarse con el primero de los citados r., le cruza un puente, y da movimiento á dos molinos harineros, llamado uno de ellos Ibarbalz, por cuya denominacion es tambien conocido este r. en el pais, asi como por los nombres de Santa Marina y Amorechueta.
(Madoz, 1849, p. 229)

Las aguas del río, perteneciente a la cuenca hidrográfica del Ebro, acaban vertidas en el mar Mediterráneo.